# مارجريت ترودو
مارجريت ترودو (بالإنجليزية: Margaret Trudeau)‏ (ولدت 10 سبتمبر 1948) هي ناشطة كندية. تزوجت من بيير ترودو، رئيس وزراء كندا الخامس عشر، في عام 1971و انفصلا عام 1984 بعد ثلاث سنوات من توليه منصب رئيس الوزراء وخلال الأشهر الأخيرة من توليه منصبه. وهي والدة جاستن ترودو، رئيس وزراء كندا الثالث والعشرين والحالي، والصحفي والمؤلف ألكسندر "ساشا" ترودو، وميشيل ترودو (المتوفى الآن). وهي أول امرأة في التاريخ الكندي تكون زوجة وأم لرؤساء الوزراء. تدافع ترودو عن الأشخاص الذين يعانون من اضطراب ثنائي القطب، والمشخصة إصابتها به.

## روابط خارجية
- مارجريت ترودو على موقع IMDb (الإنجليزية)
- مارجريت ترودو على موقع ألو سيني (الفرنسية)
- مارجريت ترودو على موقع ميوزك برينز (الإنجليزية)
- مارجريت ترودو على موقع أول موفي (الإنجليزية)
- مارجريت ترودو على موقع إن إن دي بي (الإنجليزية)
- مارجريت ترودو على موقع كينوبويسك (الروسية)